# H-IIA
Pour les articles homonymes, voir IIA.
H-IIA est un lanceur japonais de puissance moyenne (de 10  à   15 tonnes en orbite terrestre basse) développé à la fin des années 1990. Cette version dérivée du lanceur H-II est conçue par l'agence spatiale japonaise de l'époque, la NASDA, avec l'objectif de réduire les coûts de fabrication et permettre ainsi de trouver des débouchés sur le marché des satellites commerciaux. Malgré un parcours pratiquement sans faute, (un échec sur 45 tirs entre 2001 et 2021), le lanceur fabriqué par la société Mitsubishi, trop coûteux, n'a pas réussi à faire la percée attendue. Il est utilisé pour lancer la majorité des satellites institutionnels japonais : satellites militaires, sondes spatiales, satellites d'observation de la Terre. Les lancements sont effectués depuis la base de lancement de Tanegashima.

## Historique

### La crise du programme spatial japonais des années 1990
À la fin des années 1990, le programme spatial japonais traverse une grave crise : l'agence spatiale japonaise perd coup sur coup plusieurs engins spatiaux à la suite de défaillances techniques : Kiku-5 (1994), la mini navette spatiale HYFLEX (1996), le gros satellite d'observation de la Terre ADEOS-I (1996), COMETS (ja) (1998). Le Japon est à la même époque traversé par une grave crise économique qui entraîne une réduction du budget accordé à l'activité spatiale (diminution de 17 % en 1997). Le lanceur principal japonais H-II, dont le premier vol remonte à 1994, est une brillante réussite technique mais constitue un gouffre financier. Chaque lancement du H-II revient à 188 millions d'euros soit le double des lanceurs Ariane ou Atlas. Le Japon a tenté à plusieurs reprises de pénétrer le marché commercial mais n'a jamais réussi à placer son lanceur trop coûteux. La situation est sur le point de s’aggraver avec l'apparition d'un nouveau concurrent, le lanceur russe Proton. L'agence spatiale japonaise décide en conséquence de refondre son lanceur en se donnant comme objectif d'abaisser suffisamment les coûts de production pour lui permettre d'être concurrentiel sur le marché des lancements commerciaux.

### Développement du lanceur H-IIA

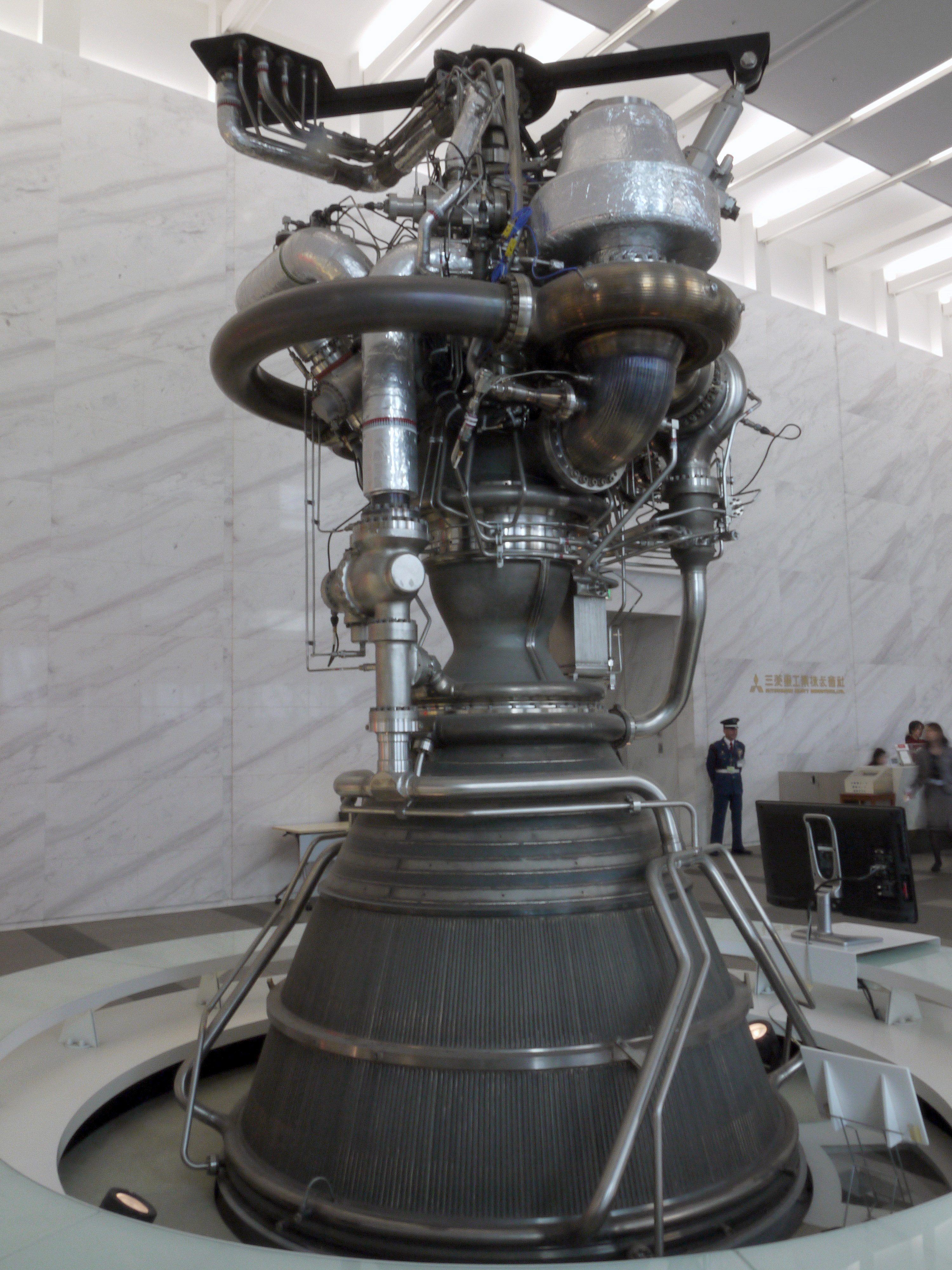
Le moteur LE-7A.

Le lanceur H-IIA est dérivé du lanceur H-II réalisé par l'industriel Mitsubishi pour l'agence spatiale japonaise NASDA. Il est développé à la fin des années 1990 pour fiabiliser et abaisser le coût de ce dernier lanceur et accéder ainsi au marché des lancements commerciaux. Pour y parvenir, la NASDA choisit de simplifier son lanceur et de recourir de manière plus importante à des composants réalisés aux États-Unis. L'abaissement des coûts doit également provenir d'une fréquence de lancements plus importante en la faisant passer de 3 à 6-8 tirs par an. Un contrat de 10 lancements est signé avec le constructeur de satellites de télécommunications Hughes pour un coût total de 1 milliard de dollars américains soit la moitié du prix des H-II. Mais le contrat est rompu en mai 2000 sans doute à la suite du retard pris par les développements. L'Agence spatiale européenne envisage également de faire lancer son satellite de télécommunications Artemis mais, après 18 mois d'hésitation, opte pour le lanceur Ariane 5.
Le premier lancement du H-IIA a lieu en août 2001. Le nouveau lanceur ne parvient pas à gagner des parts de marché face à une concurrence bien installée (Ariane et lanceurs russes). À deux exceptions près, le lanceur est utilisé pour placer en orbite les satellites institutionnels japonais (satellites d'observation, sondes spatiales, satellites militaires). La cadence de tir limité à un ou deux tirs par an ne permet pas d'abaisser les coûts et le prix du lancement se maintient à 100 millions de dollars américains à la fin des années 2000. Deux versions lourdes (212 et 222) sont envisagées à l'origine : elles utilisent comme propulseur d'appoint le premier étage équipé de 2 moteurs baptisé LRB. la version 222 comportant deux LRB permet de placer 17 tonnes en orbite basse contre 10 tonnes pour la version 202 de base. Mais le développement de ces versions lourdes n'est jamais lancé. Depuis 2003, un accord de coopération avec les opérateurs de lanceur Arianespace et ULA permet de basculer les tirs d'un lanceur à l'autre en cas de défaillance prolongée d'un des lanceurs. Depuis le 1er avril 2007, le développement du lanceur et la gestion des opérations de lancement est entièrement pris en charge par son constructeur Mitsubishi.

## Caractéristiques techniques
Le lanceur comprend deux étages propulsés par des moteurs-fusées à ergols liquides brulant un mélange d'Oxygène et hydrogène liquides et un nombre variable de propulseurs à ergols solides :
- Le premier étage L-100  est propulsé par un unique moteur-fusée LE-7A très performant (combustion étagée) consommant un mélange d'Oxygène et hydrogène liquides et d'une poussée de 110 tonnes dans le vide. L'étage d'un diamètre de 4 mètres et une longueur de 37,2 mètres a une masse de 113,6 tonnes.
- Compte tenu de la faible poussée au décollage de cet étage, le lanceur est proposé dans toutes ses versions avec des propulseurs d'appoint. Il en existe deux types utilisant tous deux du propergol solide : le SRB, a une poussée de 225 tonnes dans le vide pour une masse de 76,4 tonnes et fonctionne durant 101 secondes. Le SSB, qui est un propulseur d'appoint américain Castor 4A-XL, a une poussée de 63 tonnes dans le vide pour une masse de 15,2 tonnes et fonctionne durant 60 secondes.
- Le deuxième étage L-17 utile un  moteur-fusée LE-5B brûlant un mélange d'oxygène et d'hydrogène liquide et d'une poussée de 13,7 tonnes dans le vide. L'étage d'un diamètre de 4 mètres et une longueur de 9,2 mètres a une masse de 19,6 tonnes. Il existe deux types de coiffe toutes deux d'un diamètre de 4 mètres longues respectivement de 12  et   15 mètres.

### Configurations
Le lanceur existe en quatre variantes différentes obtenues en combinant SRB et SSB. Leur charge utile pour l'orbite de transfert géostationnaire va de 4,1 tonnes pour la version de base la plus utilisée (202) à 6 tonnes pour la version la moins utilisée (204). Les deux versions intermédiaires utilisant les SSB (2022 et 2024) ne sont plus produites. Par ailleurs, les deux versions lourdes envisagées (212 et 222) n'ont jamais été développées.

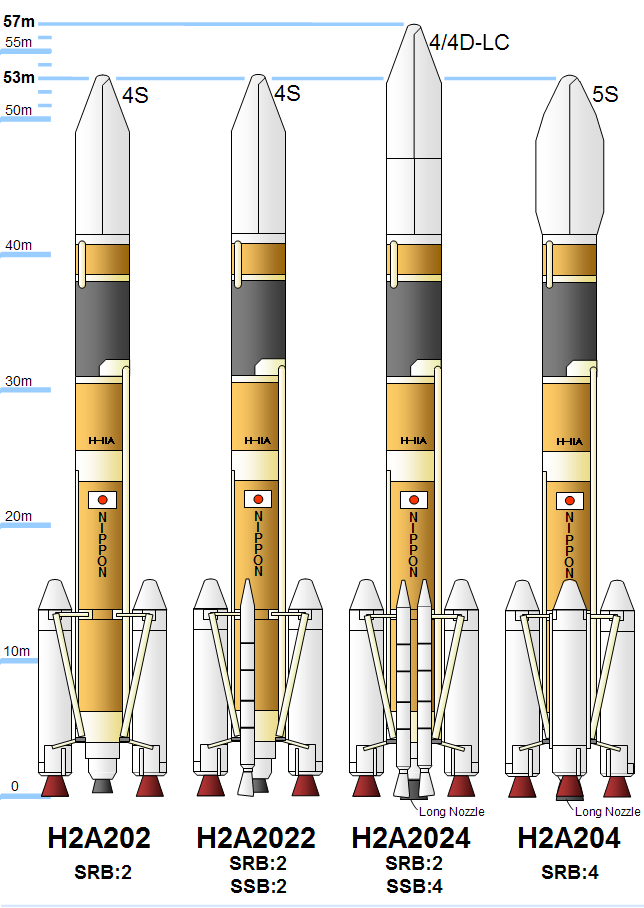
Les différentes versions du H-IIA ayant volé.

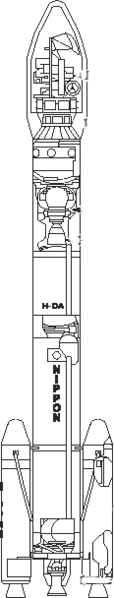
Schéma du lanceur.

| Version | Masse totale | Charge utile orbite basse | Charge utile (GTO) | Propulseurs d'appoint | Nombre de lancements / échecs (maj : décembre 2021) | Statut                 |
| ------- | ------------ | ------------------------- | ------------------ | --------------------- | --------------------------------------------------- | ---------------------- |
| 202     | 285 t.       | 10 t.                     | 4,1 t.             | 2 SRB                 | 29                                                  | En production          |
| 2022    | 316 t.       | -                         | 4,5 t.             | 2 SRB + 2 SSB         | 3                                                   | Production arrêtée     |
| 2024    | 347 t.       | -                         | 5 t.               | 2 SRB + 4 SSB         | 7 / 1                                               | Production arrêtée     |
| 204     | 445 t.       | 15 t.                     | 6 t.               | 4 SRB                 | 5                                                   | En production          |
| 212     | 403 t.       | 16,5 t.                   | 7,5 t.             | 2 SRB + 1 LRB         | -                                                   | Version non développée |
| 222     | 520 t.       | 17 t.                     | 9,5 t.             | 2 SRB + 2 LRB         | -                                                   | Version non développée |

## Installations de lancement
Les tirs du lanceur H-IIA sont effectués comme dans le cas du lanceur précédent depuis la base de lancement de Tanegashima située sur la petite île de Tanega-shima au sud du Japon.

## Les lanceurs dérivés

### Le lanceur H-IIB
En janvier 2006, l'agence spatiale japonaise, la JAXA, décide de développer à la place des versions lourdes envisagées du H-IIA (212 et 222), le lanceur H-IIB. Ce nouveau lanceur se distingue par un diamètre plus important (5,20 au lieu de 4 m) et son premier étage qui utilise 2 LE-7A au lieu d'un moteur unique. Le lanceur est systématiquement flanqué de 4 propulseurs d'appoint SRB. La charge utile en orbite basse passe de 15 tonnes à 19 tonnes. Ce lanceur est uniquement utilisé pour lancer le cargo spatial HTV servant au ravitaillement de la Station spatiale internationale.

### Le projet H3, successeur du H-IIB
En 2014, la JAXA décide de développer un remplaçant au lanceur H-IIA avec un double objectif : le H3 doit être beaucoup moins coûteux et suffisamment sûr pour permettre l'envoi d'hommes dans l'espace. L'architecture du futur lanceur H3 repose sur le développement d'un nouveau moteur-fusée à ergols liquides baptisé LE-9, de conception plus simple que le LE-7, et la réutilisation du deuxième étage du lanceur léger japonais Epsilon en tant que propulseur d'appoint. Le nouveau lanceur sera capable de placer 6,5 tonnes en orbite de transfert géostationnaire dans sa configuration la plus puissante.

## Comparaison des lanceurs H-II
| Version                | H-II                                     | H-IIA                                   | H-IIA                                   | H-IIB                                     |
| ---------------------- | ---------------------------------------- | --------------------------------------- | --------------------------------------- | ----------------------------------------- |
| Etages                 | 2 + propulseurs d'appoint                | 2 + propulseurs d'appoint               | 2 + propulseurs d'appoint               | 2 + propulseurs d'appoint                 |
| Longueur               | 49 m                                     | 53–57 m                                 | 53–57 m                                 | 56 m                                      |
| Diamètre               | 4,0 m                                    | 4,0 m                                   | 4,0 m                                   | 5,2 m                                     |
| Masse au lancement     | 260 t                                    | 285 - 347 t                             | 285 - 347 t                             | 531 t                                     |
| Poussée                | 3962 kN                                  | jusqu'à 4913 kN                         | jusqu'à 4913 kN                         | 8372 kN                                   |
| Charge utile           | 10 t LEO 4 t GTO                         | 10-15 t LEO 4-6 t GTO                   | 10-15 t LEO 4-6 t GTO                   | 19 t LEO 8 t GTO                          |
|                        | Propulseurs d'appoint                    |                                         |                                         |                                           |
| Désignation            | H-II-0                                   | SRB-A                                   | SSB                                     | SRB-A                                     |
| Nombre                 | 2                                        | 2-4                                     | 0-4                                     | 4                                         |
| Longueur               | 23,36 m                                  | 15,2 m                                  | 14,9 m                                  | 15,2 m                                    |
| Diamètre               | 1,81 m                                   | 2,5 m                                   | 1,0 m                                   | 2,5 m                                     |
| Masse à vide           | 11,25 t                                  | 10,4 t                                  | 2,5 t                                   | 10,55 t                                   |
| Masse au lancement     | 70,4 t                                   | 76,4 t                                  | 15,5 t                                  | 76,5 t                                    |
| Propulsion             | H-II-0 avec une poussée de 1540 kN       | SRB-A avec une poussée de 2245 kN       | Castor 4XL avec une poussée de 745 kN   | 4 x SRB-A avec une poussée de 4 x 2305 kN |
| Durée de combustion    | 94 s                                     | 120 s                                   | 60 s                                    | 114 s                                     |
|                        | 1er étage                                |                                         |                                         |                                           |
| Désignation            | H-II-1                                   | H-IIA-1                                 | H-IIA-1                                 |                                           |
| Longueur               | 28 m                                     | 37,2 m                                  | 37,2 m                                  | 38,2 m                                    |
| Diamètre               | 4,0 m                                    | 4,0 m                                   | 4,0 m                                   | 5,2 m                                     |
| Masse à vide           | 11,9 t                                   | 13,6 t                                  | 13,6 t                                  | 24,2 t                                    |
| Masse au lancement     | 98,1 t                                   | 113,6 t                                 | 113,6 t                                 | 202 t                                     |
| Propulsion             | LE-7 avec une poussée de 844/1080 kN (1) | LE-7A avec une poussée de 870/1096,5 kN | LE-7A avec une poussée de 870/1096,5 kN | 2 x LE-7A avec une poussée de 2196 kN     |
| Durée de combustion    | 346 s                                    | 397 s                                   | 397 s                                   | 352 s                                     |
|                        | 2e étage                                 |                                         |                                         |                                           |
| Désignation            | LE-5A                                    | LE-5B                                   | LE-5B                                   | LE-5B-2                                   |
| Longueur               | 10,7 m                                   | 9,2 m                                   | 9,2 m                                   | 11 m                                      |
| Diamètre               | 4,0 m                                    | 4,0 m                                   | 4,0 m                                   | 4,0 m                                     |
| Masse à vide           | 2,7 t                                    | 3,0 t                                   | 3,0 t                                   | 3,4 t                                     |
| Masse au lancement     | 19,7 t                                   | 19,6 t                                  | 19,6 t                                  | 20 t                                      |
| Propulsion             | LE-5A avec une poussée de 121,6 kN       | LE-5B avec une poussée de 137,16 kN     | LE-5B avec une poussée de 137,16 kN     | LE-5B-2 avec une poussée de 137,2 kN      |
| Durée de la combustion | 609 s                                    | 534 s                                   | 534 s                                   | 499 s                                     |

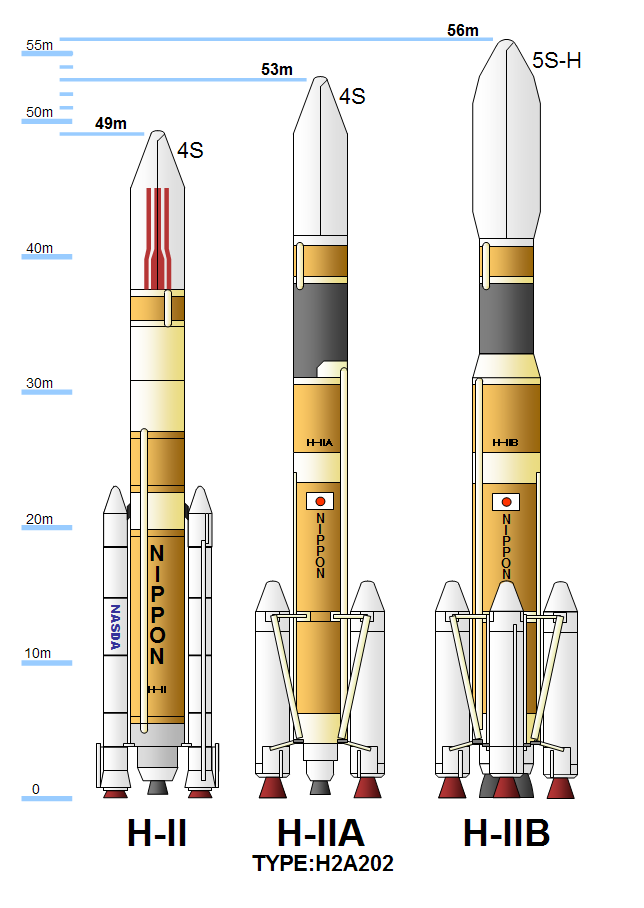
H-II, H-IIA et H-IIB.

(1) Poussée au niveau de la mer/dans le vide

## Historique des lancements de la H-IIA

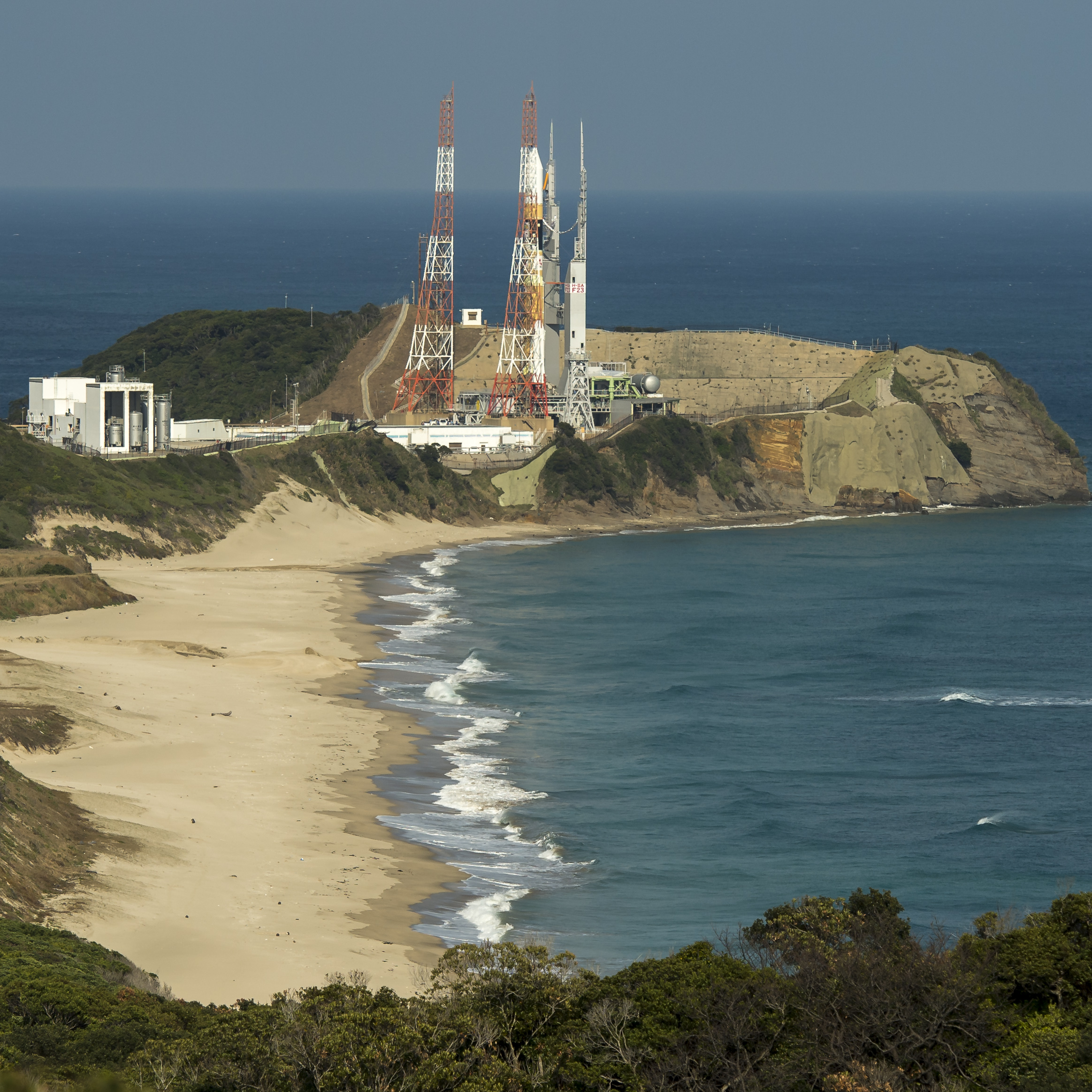
Le lanceur sur le pas de tir du Centre spatial de Tanegashima.

Le H-IIA a été lancé pour la première fois le 29 août 2001 et a été utilisé à 45 reprises (chiffres décembre 2021). La cadence de tir moyenne est légèrement inférieure à 2 par an. Le sixième lancement, qui a eu lieu le 29 novembre 2003, reste le seul échec en date de 2015. Il entraîna la destruction de deux satellites de reconnaissance. Les tirs ont repris après une interruption d'un peu moins d'un an et demi avec le lancement le 26 février 2005 de MTSAT-1R. Le premier tir au-delà de l'orbite terrestre a eu lieu le 14 septembre 2007 avec le lancement de la sonde spatiale lunaire SELENE. H-IIA est utilisé de manière quasi exclusive pour lancer des satellites institutionnels japonais : satellites militaires (6 tirs), sondes spatiales (2 tirs), satellites d'observation de la Terre (6 tirs), satellites technologiques (4 tirs dont les deux premiers vols destinés à la validation du lanceur).
Le tir du 24 novembre 2015 est le premier lancement effectué pour une compagnie étrangère, Télésat Canada. La mise en orbite du satellite canadien, construit par Airbus Defence and Space, est réalisée avec succès. À cette occasion, le lanceur japonais se distingue de ses concurrents en injectant sa charge à une altitude plus élevée qu'habituellement. Procéder de cette manière permet au satellite de moins utiliser sa propulsion pour atteindre l'orbite géostationnaire et de conserver ainsi des réserves d'ergol, augmentant sa durée de vie.
La mission lunaire japonaise avec la H-IIA connaît un lancement avec succès le 7 septembre 2023, décollant depuis Tanegashima après trois reports successifs. La mission embarque un petit module lunaire, SLIM « Moon Sniper », et un satellite astronomique, XRISM, développé conjointement avec la NASA et l'ESA.